# مولي كودري
مولي كودري (مواليد 17 مارس 2000) هي لاعبة قفز بالزانة إنجليزية، حصلت على الميدالية الفضية في دورة ألعاب الكومنولث 2022.

## وصلات خارجية
- مولي كودري على موقع الاتحاد الدولي لألعاب القوى (الإنجليزية)
- مولي كودري على موقع الاتحاد الأوروبي لألعاب القوى (الإنجليزية)
- مولي كودري على موقع الاتحاد البريطاني لألعاب القوى (الإنجليزية)
- مولي كودري على موقع ThePowerOf10.info (الإنجليزية)
- مولي كودري على موقع اللجنة الأولمبية الدولية (الإنجليزية)
- مولي كودري على موقع اللجنة الأولمبية البريطانية (الإنجليزية)